# JamLegend
JamLegend fue un videojuego musical en línea para navegadores, similar a Guitar Hero, desarrollado por el estudio estadounidense Foobrew.
El 29 de abril de 2011, FooBrew anunció que JamLegend cerraría para «pasar a nuevas empresas». A partir del 18 de abril de 2011, ya no se permitía comprar membresías VIP y el 28 de abril se eliminaron todos los datos de los usuarios. Los usuarios con JamCash restante o meses de membresía VIP tras el 27 de mayo de 2011 podían optar a un reembolso debido al cierre. Para obtener más información y ver si eran aptos para un reembolso, los jugadores podían ir a la sección de reembolsos de la web, que, sin embargo, actualmente solo enlaza con la página de inicio.

Tocando «Open your eyes» deYour Favorite Enemies en el modo GuitarJam, en dificultad Legendaria.

## Premios
JamLegend ganó el premio CNET WebWare 100 Winner: Audio and Music en 2009.